# Dawon
Lee Sang-hyuk (hangul: 이상혁; Goyang, Provincia de Gyeonggi, 24 de julio de 1995), mejor conocido artísticamente como Dawon (hangul: 다원), es un cantante y actor surcoreano. Es miembro del grupo SF9.

## Biografía
En octubre de 2021, su agencia dio a conocer que junto a su compañero Hwiyoung, habían dado positivo para COVID-19 después de estar en contacto con una persona que era positiva para la enfermedad, por lo que siguiendo las medidas necesarias, se estaban tratando.

## Carrera
Es miembro de la agencia FNC Entertainment (에프엔씨 엔터테인먼트).

### Televisión
En 2016 se unió al elenco de la miniserie Click Your Heart donde participó junto a Zuho, Chani, Rowoon e Inseong.
En mayo de 2021 se unió al elenco recurrente de la serie Doom at Your Service (también conocida como "One Day Destruction Came Through My Front Door") donde dio vida a Tak Seon-kyung, el hermano menor de Tak Dong-kyung (Park Bo-young), hasta el final de la serie el 29 de junio del mismo año.
Ese mismo año se unirá al elenco de la serie web Part Time-Melo donde interpretará a Ki Seon-ho, un joven atractivo e inteligente pero que no tiene filtro al momento de decir las cosas.

### Música
El 5 de octubre de 2016 debutó como uno de los vocalistas del grupo SF9 (Sensational Feeling 9) junto a Rowoon, Chani, Youngbin, Inseong, Jaeyoon, Zuho, Taeyang y Hwiyoung. Fue miembro del grupo FNC NEO School / NEOZ.

## Filmografía

### Series de televisión
| Año  | Título               | Personaje           | Notas                       | Ref.  |
| ---- | -------------------- | ------------------- | --------------------------- | ----- |
| 2020 | Did We Love?         | Dawon               | Aparición especial - ep. 6  | [ 8 ] |
| 2021 | Doom at Your Service | Tak Seon-kyung      |                             |       |
| 2022 | Curtain Call         | Sang-cheol de joven | Aparición especial - ep. 11 | [ 9 ] |

### Series web
| Año  | Título           | Personaje  | Notas       |
| ---- | ---------------- | ---------- | ----------- |
| 2016 | Click Your Heart | Dawon      | 6 episodios |
| 2021 | Part Time-Melo   | Ki Seon-ho | [ 10 ]      |

### Programas de variedades
| Año  | Título           | Notas                               |
| ---- | ---------------- | ----------------------------------- |
| 2016 | D.O.B            | participante - junto a "NEOZ Dance" |
| 2019 | Korean Foreigner | invitado - junto a Rowoon           |
| 2019 | Running Man      | (ep. #443) - invitado - junto a SF9 |
| 2020 | Idol Room        | junto a SF9                         |
| 2020 | Battle Trip      | junto a Chani, Rowoon y Inseong     |

### Programas de reality
| Año  | Título                  | Notas       |
| ---- | ----------------------- | ----------- |
| 2016 | SF9 Special Food        | junto a SF9 |
| 2016 | SF9 - Spectacle Fantasy | junto a SF9 |
| 2017 | SF9 Trip with Fantasy   | junto a SF9 |

### Programas de radio
| Año  | Título                             | Notas                                                                                       |
| ---- | ---------------------------------- | ------------------------------------------------------------------------------------------- |
| 2016 | Kim Jiwon's Rooftop Radio          | junto a Rowoon y Chani                                                                      |
| 2017 | Kangta's Starry Night Radio        | junto a Jaeyoon, Rowoon e Inseong                                                           |
| 2017 | Power FM - 'NCT Night Night Radio' | 5 episodios - junto a Rowoon                                                                |
| 2017 | Lee Hongki Kiss The Radio          | 2 episodios junto a Inseong junto a Jaeyoon, Inseong y Taeyang 2 episodios - junto a Rowoon |

### Aparición en videos musicales
| Año  | Intérpretes | Canción          | Notas |
| ---- | ----------- | ---------------- | ----- |
| 2016 | AOA Cream   | "I’m Jelly BABY" |       |

### Revistas / sesiones fotográficas
| Año  | Título                | Notas                    |
| ---- | --------------------- | ------------------------ |
| 2021 | Marie Claire Magazine | junto a Chani e Hwiyoung |